# Ștefan Meteș
Ștefan Meteș (n. 8 ianuarie 1887, Geomal, România – d. 30 iunie 1977, Cluj-Napoca, România) a fost un preot și istoric român, membru corespondent al Academiei Române.

## Viața
A urmat studiile la Liceul „Andrei Șaguna” din Brașov (1901–1909), Institutele teologice din Arad, Sibiu și Caransebeș (1909–1912) și la Universitatea din București–Facultatea de Litere și Filosofie (1912–1914), învățător în Geomal (1914–1916). Meteș a fost apoi învățător și preot paroh în Boholt, Hunedoara (1916 –1922), director al Arhivelor Statului din Cluj (1922–1947), organizând această instituție.
A fost deputat în primul Parlament al României întregite, mai târziu subsecretar de stat în Ministerul lnstrucțiunilor și membru corespondent al Academiei Române (1919). În timpul regimului comunist, a fost deținut mai mulți ani în închisoarea de la Sighet. A publicat Iucrări despre istoria Bisericii românești din Ardeal și studii de istorie socială și locală.

## Opera
- Serban Vodă Cantacuzino și Biserica românească din Ardeal, Vălenii de Munte, 1915, 54 p.
- Relațiile comerciale ale Țării Românești cu Ardealul până în veacul al XVIIIlea, Sighișoara, 1920, 272 p.
- Activitatea istorică a lui Nicolae lorga, București, 1921, 416 p.
- Relațiile mitropolitului Andrei Șaguna cu românii din Principatele Române, Arad, 1925, 62 p.
- Viata bisericească a românilor din Țara Oltului, Sibiu, 1930, 144 p.
- Situația economică a românilor din Țara Făgărașului, vol. I, Cluj, 1935
- Istoria bisericii și a vieții religioase a românilor din Transilvania și Ungaria, ediția a II-a, vol. I, Sibiu, Editura Librăriei Diecezane, 1935, 596 p.
- Emigrări românești din Transilvania în secolele XIII-XX. (Cercetări de demografie istorică). Editura științifică. București, 1971, 438 p. [4]